# Vidin Grad
Vidin Grad era una fortezza, che si trovava in cima alla collina Vidojevica, vicino al villaggio di Lešnica, comune di Loznica, Serbia.
Oggi, poco rimane di mura e di torri sulla cima della collina, un altopiano con le dimensioni di massimo 50 m di diametro. Da esso, il terreno scende ripido su tutti i lati a fossato asciutto, per proteggere l'accesso alla fortezza.
Resti di mura, di pietra sgrossata, sono in gran parte coperti di vegetazione, e il loro spessore originale è stimato a circa 100 centimetri. Sono stati rinforzati con almeno due torri, le cui rovine si possono vedere sul terreno.

## Galleria d'immagini

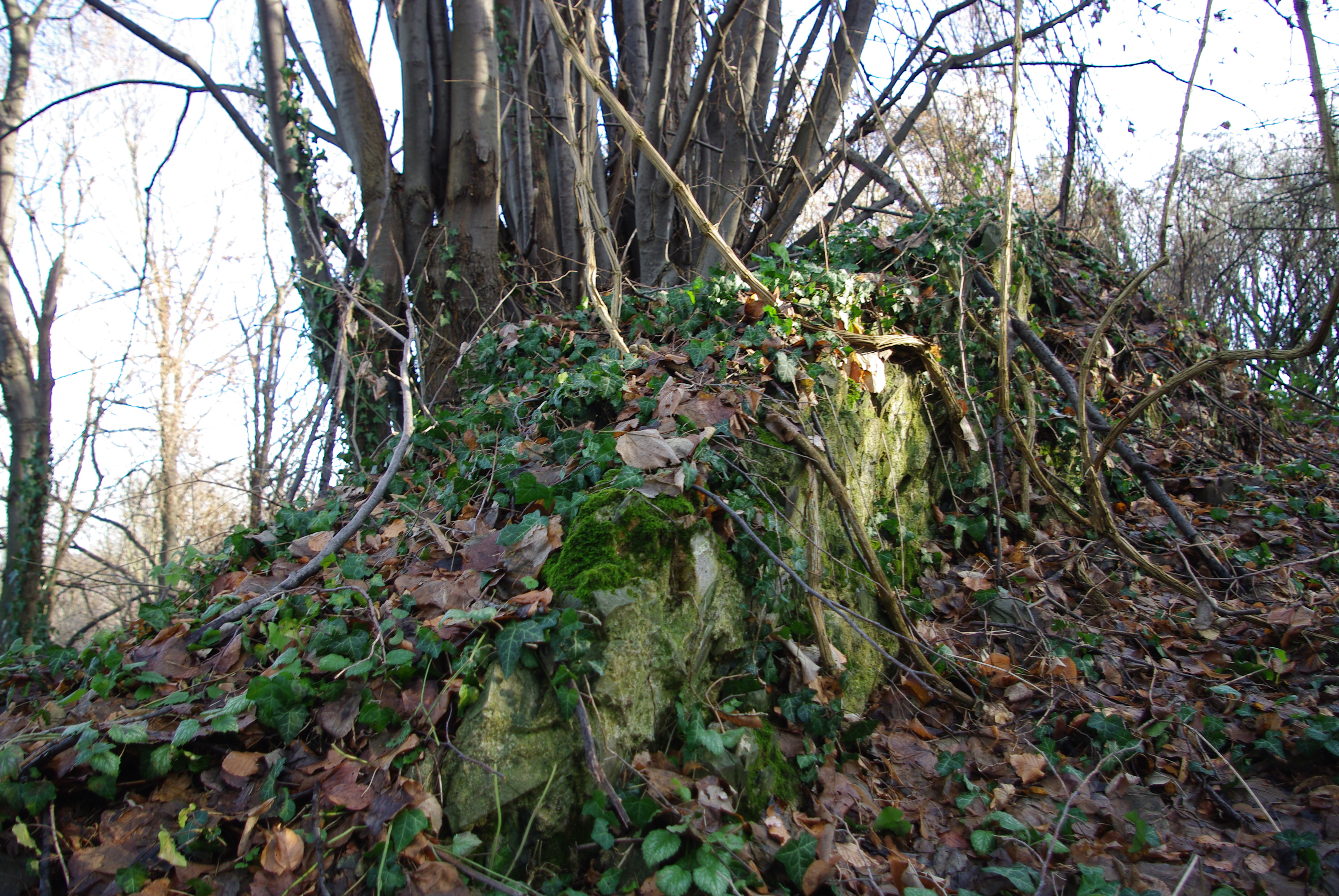
Uno dei muri a Vidin Grad
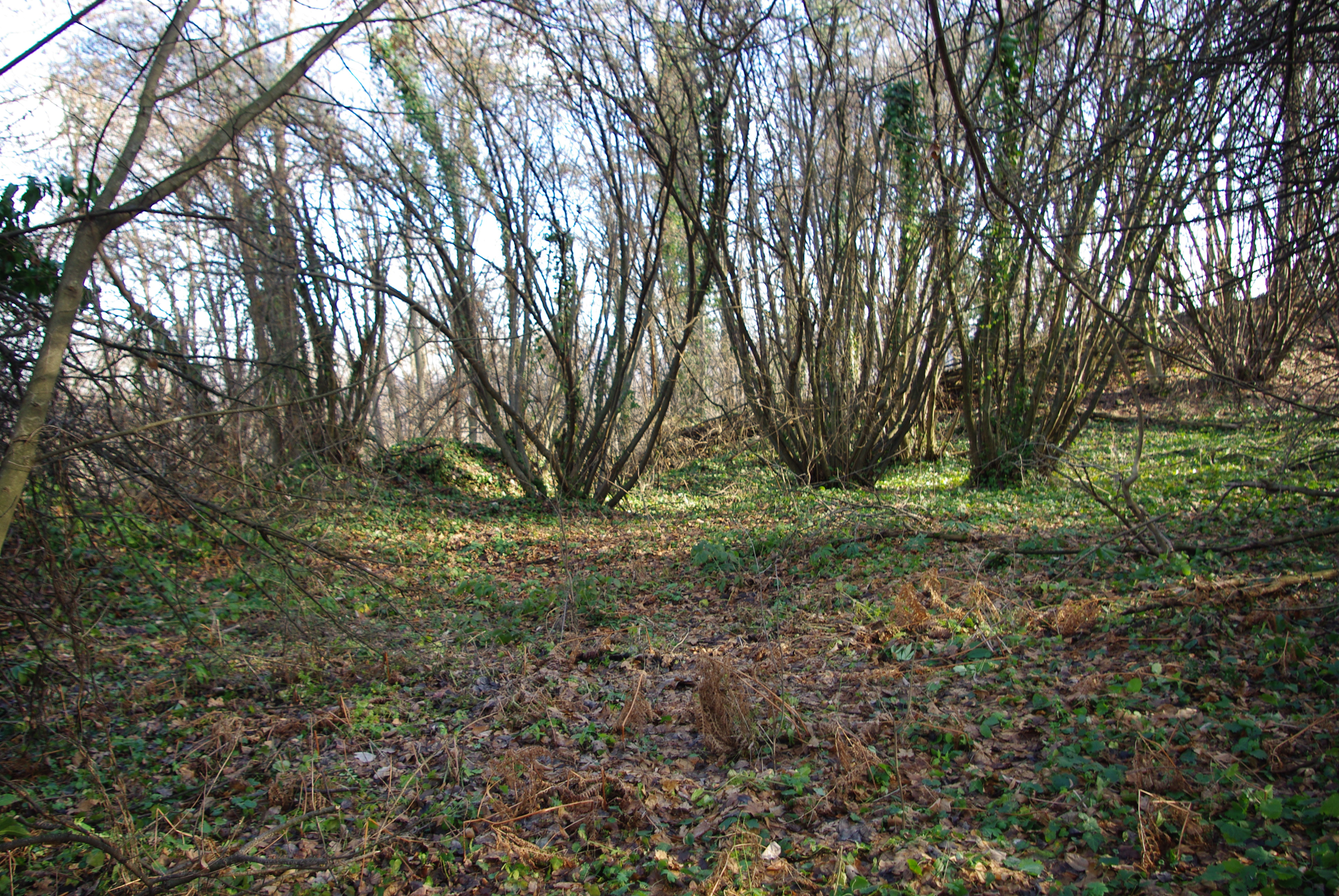
Plateau in cima alla collina
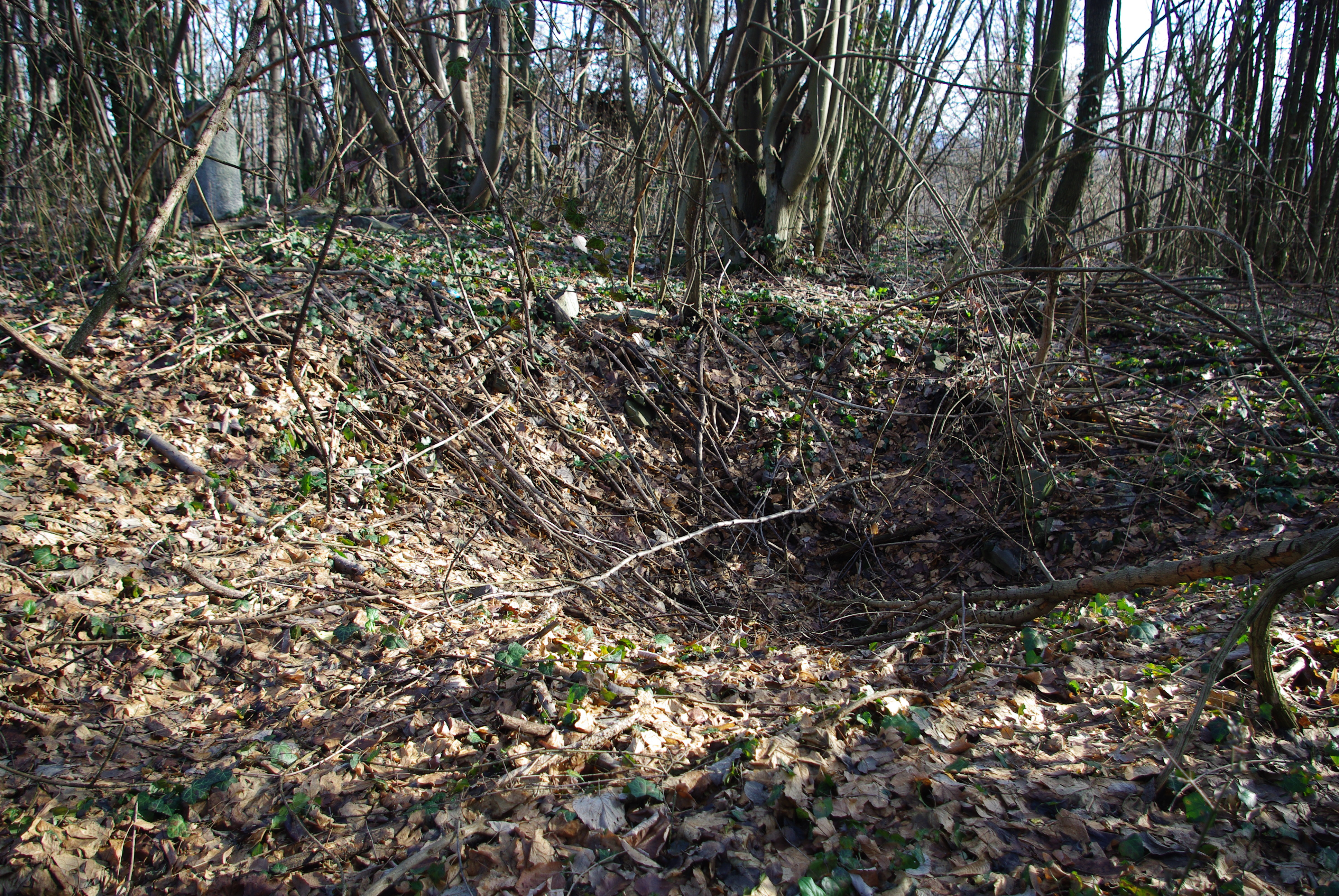
La base di una delle torri
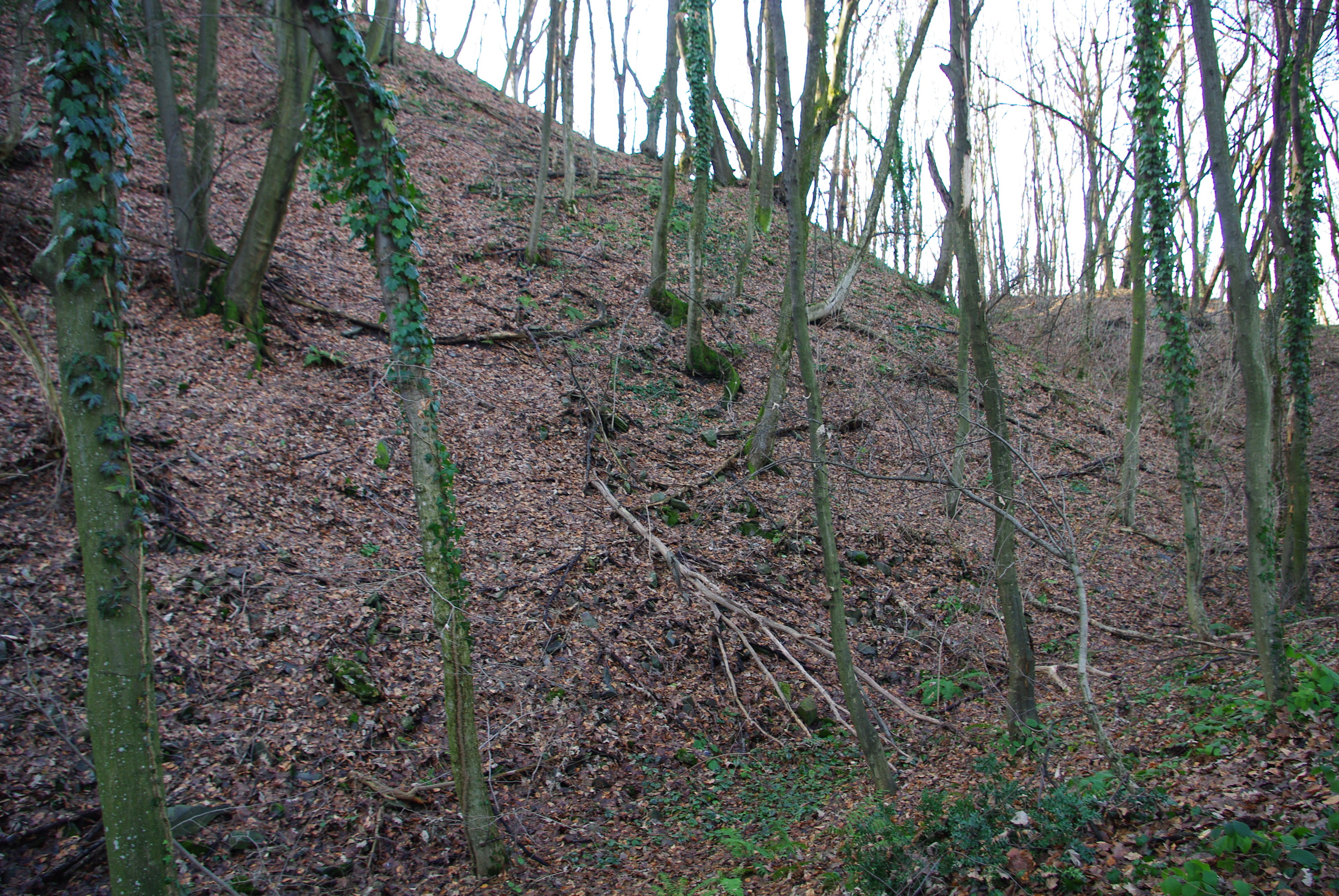
Parte inferiore della fortezza Vidin Grad, con fosso asciutto